# Joan Josep d'Àustria
Joan Josep d'Àustria (Madrid, 7 d'abril de 1629- íd. 1679) fou un militar i administrador reial que va esdevenir Virrei de Catalunya (1652-1656).

## Orígens familiars
Fou fill natural del rei Felip IV de Castella i l'actriu d'origen noble María Calderón, anomenada La Calderona, nasqué a Madrid el 7 d'abril de 1629. Fou germà, per part de pare, del també rei Carles II de Castella.

## Infant de Castella
En néixer fou enviat a Ocaña, Toledo, per ser educat. El 1643 fou legalment reconegut com a Infant de Castella per part del rei Felip IV.

## Carrera militar
El 1647, sent Gran Prior de Castella i Lleó a l'Orde de Sant Joan, va rebre el tracte de Generalísimo del Mar (Generalíssim del Mar), combatent contra els napolitans rebels de Masaniello sent nomenat Virrei de Nàpols el 1648, sent rellevat per Íñigo Vélez de Guevara el mateix any, i sent nomenat virrei de Sicília, des d'on va reconquerir Piombino, presa per França en 1646.
Va intervindre en la Guerra dels Segadors, aconseguint la rendició de la ciutat de Barcelona el 1652, després de 15 mesos de setge permanent. Uns mesos després d'acordar-se la capitulació fou nomenat virrei de Catalunya. Exercí el càrrec des del 15 de febrer de 1653 fins al 2 de març de 1656 quan fou designat governador dels Països Baixos per la renúncia de l'arxiduc Leopold-Guillem d'Habsburg, càrrec que va ostentar fins al 1659, any en què hi renuncià després de la seva impossibilitat de poder arribar a una pau amb els rebels flamencs.
El 1665 fou derrotat en la Guerra de Restauració portuguesa, per la recuperació del Regne de Portugal per part de la monarquia hispànica, sent desterrat a Consuegra i perdent els favors reials. Quatre anys després recuperà la seva influència a la cort, i posteriorment fou nomenat primer ministre i assessor del seu germà Carles II de Castella. En la seva tasca va enfrontar-se, obertament, a la reina vídua Maria Anna d'Àustria (muller de Felip IV) per l'excés de protagonisme d'aquesta a la Cort i confinant-la a Toledo. Fou el mateix Joan Josep qui concertà el matrimoni entre el rei castellà i Maria Lluïsa d'Orleans, neboda de Lluís XIII de França.
El 17 de setembre de 1679, després d'haver perdut qualsevol credibilitat, Joan Josep emmalalteix i mor sobtadament a Madrid. Llavors s'iniciarà un període en què els grups de poder intentaran assaltar el poder guanyant-se el favor del rei.